# Republikprinzip
Das Republikprinzip ist eines der in Art. 20 Abs. 1 und Art. 28 Abs. 1 GG Grundgesetz (GG) festgelegten und gemäß Artikel Art. 79 Abs. 3 GG unabänderlichen Staatsstrukturprinzipien der Bundesrepublik Deutschland (siehe Ewigkeitsklausel) und stellt klar, dass die Bundesrepublik Deutschland eine Republik ist. Auch für die Bundesländer schreibt das Grundgesetz die republikanische Staatsform fest.
Das Prinzip ist auch in Österreich bekannt. Dort bestimmt Artikel 1 des Bundes-Verfassungsgesetzes: „Österreich ist eine demokratische Republik. Ihr Recht geht vom Volk aus.“ Das Prinzip gilt als Baugesetz im Sinne der Gesamtänderung der Bundesverfassung.

## Begriffsgeschichte
Die Bezeichnung „Republik“ hat ihren Ursprung in der zweiten römischen Verfassung, der Römischen Republik. Die lateinische Wortwurzel res publica steht für öffentliche Angelegenheit, Gemein- und  Staatswesen auch Staatsgewalt. Sich auf philosophisches Gedankengut der Griechen stützend, interpretierte Cicero in De re publica den Staat als Sache des Volkes: Res publica res populi – in der Übersetzung im Epanodos: öffentliche Sache; Sache des Volkes.
In Mitteleuropa nahm die Staatsform Ende des 18. Jahrhunderts Gestalt über die Französische Revolution an, entsprechend den Vorstellungen der Staatsdenker Rousseau und Montesquieu, um über die zwei kurzweiligen Staatsgründungen in Oberitalien und die Weimarer Zeit eine verstetigte Tradition zu repräsentieren. Die Weimarer Reichsverfassung verankerte das Prinzip 1919, festgeschrieben in Artikel 1 der Weimarer Reichsverfassung. Zum Ausdruck kam die Abkehr von der Monarchie, gleichzeitig auch eine Absage an die Räterepublik sowjetischen Musters. Die Republik ist insoweit das Gegenmodell zur absoluten oder konstitutionellen Monarchie oder höherer Legitimation im Sinne eines Gottesgnadentums.
Der Begriff der Republik führt immer wieder zu Irritationen, da die unterschiedlichsten Staatsgebilde ihn im Namen tragen. Rückschlüsse auf das Staatsgebilde sind kaum möglich, denn dahinter können sich demokratische, kommunistische aber auch fundamental-islamistische Staatsverfassungen verbergen, etwa Frankreich (Republique Francaise), die DDR oder der Iran (islamische Republik Iran). Zumeist bedeutet Republik derzeit nur so viel wie Staat oder Gemeinwesen.

## Definition der Republik in der Bundesrepublik
Die Kommentatoren des Grundgesetzes erschöpften sich in der Ausführung der Negation des Begriffs, indem sie feststellten, dass der verfassungsrechtliche Begriff „republikanisch“ eine Absage an die Monarchie und das dynastische Prinzip enthalte. Daneben wird der Begriff als Bezeichnung für eine freiheitliche und gemeinwohlorientierte Staatsform, die durch die Verankerung der Grundrechte und des Rechtsstaats- und Demokratieprinzips verwirklicht wurde, betrachtet, antimonarchisch, antidespotisch und daraus resultierend auch antitotalitär.
In den letzten Jahrzehnten wird dem staatsrechtlichen Begriff verhältnismäßig wenig Bedeutung zugemessen, was Josef Isensee zu der These veranlasste, ihn – trotz seiner zweitausendjährigen Geschichte – als leere, bedeutungslose Worthülse entlarvt zu haben.

## Republikprinzip im Grundgesetz
Die Rechtsgrundlagen für das Republikprinzip Deutschlands sind in Art. 20 Abs. 1 und Art. 28 Abs. 1 GG verankert. Der Begriff taucht bereits in der Überschrift des Grundgesetzes auf und war vor der deutschen Wiedervereinigung Bestandteil der Präambel des westdeutschen Staates Bundesrepublik Deutschland. Art. 20 Abs. 1 GG erklärt den Staat mit Rechtswirkung zur Republik und stellt neben das Republikprinzip die verfassungsmäßigen Prinzipien der Demokratie und des Sozialstaats. Alle Prinzipien haben Verfassungsrang.
Art. 28 GG beschreibt die Grundprinzipien für die Bundesländer, die dem Vorbild des Bundesstaates folgen müssen (so genanntes Homogenitätsgebot). So muss auch jedes einzelne Land republikanisch organisiert sein.
Nach Art. 21 Abs. 2 Satz 1 GG sind Parteien verfassungswidrig, wenn sie den Bestand der Bundesrepublik gefährden, denn der im Staatsnamen enthaltene Republikbegriff entfaltet normative Wirkung. Über die Ewigkeitsklausel des Art. 79 Absatz 3 GG verbrieft das Grundgesetz nach überwiegender Auffassung in der juristischen Literatur, dass das Republikprinzip eine unabänderliche Konstante sein soll. Es kommt zum Ausdruck, dass die Grundsatzentscheidung der bestehenden Verfassungsordnung unangetastet zu bleiben hat. Das bedeutet nach überwiegender Literaturmeinung auch, dass in freier Willensabstimmung de lege lata keine andere Staatsform als die Republik geschaffen werden kann, etwa indem die Verfassung im Sinne des Art. 146 GG aufgelöst wird. Die Grundentscheidung des Art. 79 Abs. 3 GG erfasst insoweit Verfassungsgesetze, die nach Art. 146 GG zustande kommen.